# Программа развития Московского метрополитена

План развития метрополитена до конца 2035 года

Програ́мма разви́тия Моско́вского метрополите́на была утверждена в 2012 году. Список запланированных к строительству линий и станций метрополитена определяется утверждённым «Перечнем объектов перспективного строительства Московского метрополитена». Линии и станции Московского центрального кольца и Московских центральных диаметров, организационно и технически не относящиеся к системе Московского метрополитена, не входят в данный перечень и в программу развития метрополитена.
Финансирование нового строительства для развития Московского метрополитена осуществляется на основании Адресной инвестиционной программы города Москвы на 2024—2027 годы. Инвестиционная программа устанавливает распределение расходов городского бюджета на финансирование мероприятий государственных программ Москвы, в том числе распределение финансирования по объектам строительства линий и станций метрополитена, на очередной финансовый год и плановый период.

## Предыдущие планы развития
До принятия текущей программы развития московского метрополитена существовали альтернативные проекты развития линий, наиболее известными из которых являлись:
- Большое кольцо Московского метрополитена — проект, который был задуман ещё в плане развития метрополитена в 1960-х годах.
- Хордовые линии Московского метрополитена — ряд проектов, которые начали разрабатываться в 1980-х годах.

В частности, в генеральном плане развития Москвы предусматривалось, что к 2025 году общая протяжённость линий Московского метрополитена составит 650 км, включая начало реализации «скоростной системы» метрополитена из хордовых линий. В действующей программе развития Большое кольцо заменено на меньшую по диаметру Большую кольцевую линию, а хордовое развитие отчасти нашло своё отражение в реализуемых новых линиях. Тем не менее возврат к старым проектам в их первоначальном состоянии маловероятен, и, очевидно, дальнейшие планы развития будут разрабатываться с учётом изменившейся ситуации в развитии города и построенных линий.
Факт ввода станций за последние 5 лет (2007—2011), предшествующие принятию текущей программы развития метрополитена, составляет:
| Год / Линия | Длина, км | Кол-во станций | Станции                                        |
| ----------- | --------- | -------------- | ---------------------------------------------- |
| 2007        | 3,05      | 2              | «Трубная», «Сретенский бульвар»                |
| 2008        | 11,27     | 3              | «Кунцевская», «Строгино», «Славянский бульвар» |
| 2009        | 5,9       | 3              | «Мякинино», «Волоколамская», «Митино»          |
| 2010        | 2,4       | 2              | «Достоевская», «Марьина Роща»                  |
| 2011        | 4,5       | 3              | «Борисово», «Шипиловская», «Зябликово»         |
| Итого       | 27,12     | 13             |                                                |
| В среднем   | 5,4       | 2,6            |                                                |

## Перечень объектов перспективного строительства Московского метрополитена

### Редакция Перечня объектов от 2012 года
Планы развития сети Московского метрополитена были определены Постановлением правительства Москвы № 194-ПП от 04.05.2012 «Об утверждении Перечня объектов перспективного строительства Московского метрополитена в 2012−2020 гг.». В соответствии с данным постановлением план по длине ежегодно вводимых линий и по количеству ежегодно вводимых станций московского метрополитена состоял из 43 объектов строительства и детализировался по годам следующим образом:
| Год       | Длина, км | Кол-во станций |
| --------- | --------- | -------------- |
| 2012      | 8,5       | 3              |
| 2013      | 14,0      | 7              |
| 2014      | 17,9      | 9              |
| 2015      | 30,7      | 15             |
| 2016      | 29,3      | 14             |
| 2017      | 19,2      | 7              |
| 2018      | 14,5      | 7              |
| 2019      | 2,4       | 2              |
| 2020      | 9,0       | 3              |
| Итого     | 145,5     | 67             |
| В среднем | 16,2      | 7,4            |

### Редакция Перечня объектов от 2015 года
Дальнейшими редакциями постановления правительства Москвы были уточнены и определены только итоговые планы объёмов строительства на период до 2020 года, а ежегодные планы были исключены с формулировкой: Очередность и сроки строительства объектов определяются протокольными решениями совещаний у Мэра Москвы по реализации Государственной программы города Москвы «Градостроительная политика» на 2012−2018 гг. Таким образом, информация о ежегодных планах строительства стала неофициальной (не утверждённой соответствующими постановлениями правительства Москвы). В редакции постановления правительства Москвы от 08.04.2015 г. ежегодные планы объёмов строительства также не были указаны, а итоговый план объёма строительства на период до 2020 года состоял из 52 объектов строительства и был определён следующим образом:
| Год       | Длина, км | Кол-во станций |
| --------- | --------- | -------------- |
| 2012−2020 | 167,91    | 80             |
| В среднем | 18,66     | 8,89           |

### Редакция Перечня объектов от 2019 года
Редакция постановления правительства Москвы от 01.10.2019 г. отменила срок окончания программы строительства и продлила её на неопределенный срок. При этом общий объём строительства был существенно увеличен, включив в себя 62 объекта строительства и 122 станции. В 2020-2021 годах в программу строительства были внесены незначительные изменения в части корректировки названий некоторых строящихся линий и станций.
| Год    | Длина, км | Кол-во станций |
| ------ | --------- | -------------- |
| 2012−… | 284,67    | 122            |

Ежегодные планы объёмов строительства в постановлении по-прежнему отсутствовали с указанием примечания: Очередность и сроки строительства объектов метро определяются протокольными решениями совещаний у Мэра Москвы по реализации Государственной программы города Москвы «Градостроительная политика». Информация о протокольных решениях совещаний у Мэра Москвы по уровню доступа относится к категории ограниченного распространения («гриф для служебного пользования») и не подлежит распространению в средства массовой информации и общедоступные компьютерные сети. Тем не менее информация, определяющая планы строительства на ближайшее время, периодически обновляется на сайте Комплекса градостроительной политики и строительства города Москвы. Фактическое исполнение плана (2012−2020) с детализацией по годам, и планы строительства на срок после 2020 года описаны в нижеследующих разделах.

## Фактическое исполнение плана строительства за период 2012−2020
По итогам выполнения плана строительства до 2020 года средняя длина линий и среднее количество станций, вводимых в эксплуатацию в год, были увеличены с 5,4 км линий и 2,6 станций в год за период 2007—2011 до 13 км линий и 6 станций в год за период 2012—2020. Несмотря на увеличение скорости ввода объектов, в целом план строительства был выполнен только на 70 %. Из запланированных 167,91 км линий и 80 станций в 2012—2020 годах было введено в эксплуатацию 117,81 км линий и 54 станции. При этом у 40 % открытых станций задержка по времени фактического ввода в эксплуатацию в сравнении с первоначальным планом составила 3-4 года.
| N п/п               | Год / Линия / Объект                                                                       | Длина, км | Кол-во станций | Станции | Плановый срок    |
| ------------------- | ------------------------------------------------------------------------------------------ | --------- | -------------- | --- | ---------------- |
| 2012 год            | 2012 год                                                                                   | 8,59      | 3              | |                  |
| 4                   | Ввод участка «Красногвардейская» — «Алма-Атинская»                                         | 4,2       | 1              | «Алма-Атинская»                                                                                                | 2012             |
| 3                   | Ввод участка «Митино» — «Пятницкое шоссе»                                                  | 1,0       | 1              | «Пятницкое шоссе»                                                                                              | 2012             |
| 2                   | Ввод участка «Новогиреево» — «Новокосино»                                                  | 3,39      | 1              | «Новокосино»                                                                                                   | 2012             |
| 1                   | Открытие второго вестибюля станции «Марьина Роща»                                          |           |                | | 2012             |
| 5                   | Реконструкция электродепо «Печатники»                                                      |           |                | | 2012             |
| 2013 год            | 2013 год                                                                                   | 5,18      | 2              | |                  |
| 8                   | Ввод участка «Выхино» — «Жулебино»                                                         | 5,18      | 2              | «Лермонтовский проспект», «Жулебино»                                                                           | 2013             |
| 14                  | Приобретение «Московского завода по модернизации и строительству вагонов»                  |           |                | |                  |
| 2014 год            | 2014 год                                                                                   | 9,97      | 6              | |                  |
| 12                  | Ввод участка «Юго-Западная» — «Тропарёво»                                                  | 2,1       | 1              | «Тропарёво» | 2014             |
| 10                  | Ввод электродепо «Братеево»                                                                |           |                | | 2013 (+1 год)    |
| 11                  | Открытие станции «Спартак»                                                                 | 0         | 1              | «Спартак» | 2013 (+1 год)    |
| 6                   | Ввод участка «Деловой центр» — «Парк Победы»                                               | 3,35      | 2              | «Деловой центр», «Парк Победы»                                                                                 | 2013 (+1 год)    |
| 7                   | Ввод участка «Улица Старокачаловская» — «Битцевский парк»                                  | 4,52      | 2              | «Лесопарковая», «Битцевский парк»                                                                              | 2013 (+1 год)    |
| 2015 год            | 2015 год                                                                                   | 1,54      | 2              | |                  |
| 16                  | Открытие станции «Технопарк»                                                               | 0         | 1              | «Технопарк» | 2018 (-3 года)   |
| 15                  | Ввод участка «Жулебино» — «Котельники»                                                     | 1,54      | 1              | «Котельники»                                                                                                   | 2013 (+2 года)   |
| 2016 год            | 2016 год                                                                                   | 10,13     | 5              | |                  |
| 12                  | Ввод участка «Тропарёво» — «Саларьево»                                                     | 4,73      | 2              | «Румянцево», «Саларьево»                                                                                       | 2014 (+2 года)   |
| 9                   | Ввод электродепо «Митино»                                                                  |           |                | | 2013 (+3 года)   |
| 17                  | Ввод участка «Марьина Роща» — «Петровско-Разумовская»                                      | 5,4       | 3              | «Бутырская», «Фонвизинская», «Петровско-Разумовская»                                                           | 2014 (+2 года)   |
| 2017 год            | 2017 год                                                                                   | 10,17     | 4              | |                  |
| 23                  | Ввод участка «Речной вокзал» — «Ховрино»                                                   | 2,92      | 1              | «Ховрино» | 2019 (-2 года)   |
| 24                  | Открытие второго вестибюля станции «Международная»                                         |           |                | | 2014 (+3 года)   |
| 13                  | Реконструкция электродепо «Выхино»                                                         |           |                | | 2018 (-1 год)    |
| 18                  | Расширение электродепо «Планерное»                                                         |           |                | | 2014 (+3 года)   |
| 22                  | Ввод участка «Парк Победы» — «Раменки»                                                     | 7,25      | 3              | «Минская», «Ломоносовский проспект», «Раменки»                                                                 | 2017             |
| 2018 год            | 2018 год                                                                                   | 34,33     | 17             | |                  |
| 23                  | Открытие станции «Беломорская»                                                             | 0         | 1              | «Беломорская»                                                                                                  | 2019 (-1 год)    |
| 31                  | Ввод участка «Раменки» — «Рассказовка»                                                     | 15,33     | 7              | «Мичуринский проспект», «Озёрная», «Говорово», «Солнцево», «Боровское шоссе», «Новопеределкино», «Рассказовка» | 2017 (+1 год)[A] |
| 33                  | Ввод электродепо «Солнцево»                                                                |           |                | | 2017 (+1 год)    |
| 17                  | Ввод участка «Петровско-Разумовская» — «Селигерская»                                       | 6,35      | 3              | «Окружная», «Верхние Лихоборы», «Селигерская»                                                                  | 2014 (+4 года)   |
| 32                  | Ввод электродепо «Лихоборы»                                                                |           |                | | 2014 (+4 года)   |
| 25                  | Ввод участка «Деловой центр» — «Савёловская»                                               | 12,65     | 6              | «Деловой центр», «Шелепиха», «Хорошёвская», «ЦСКА», «Петровский парк», «Савёловская»                           | 2015 (+3 года)   |
| 2019 год            | 2019 год                                                                                   | 19,2      | 8              | |                  |
| 36                  | Ввод участка «Саларьево» — «Новомосковская»                                                | 11,30     | 4              | «Филатов Луг», «Прокшино», «Ольховая», «Новомосковская»                                                        | 2019[B]          |
| 35                  | Ввод участка «Косино» — «Некрасовка»                                                       | 7,9       | 4              | «Косино», «Улица Дмитриевского», «Лухмановская», «Некрасовка»                                                  | 2016 (+3 года)   |
| 39                  | Ввод электродепо «Руднёво»                                                                 |           |                | | 2016 (+3 года)   |
| 2020 год            | 2020 год                                                                                   | 18,7      | 7              | |                  |
| 37                  | Дизельэлектростанция и фильтровентиляционная установка (ДЭС и ФВУ) «Минская» (консервация) |           |                | |                  |
| 34                  | Расширение электродепо «Владыкино»                                                         |           |                | |                  |
| 26                  | Ввод участка «Авиамоторная» — «Электрозаводская»                                           | 5,6       | 2              | «Лефортово», «Электрозаводская»                                                                                | 2016 (+4 года)   |
| 35                  | Ввод участка «Нижегородская» — «Авиамоторная»                                              | 2,7       | 1              | «Авиамоторная»                                                                                                 | 2016 (+4 года)   |
| 35                  | Ввод участка «Нижегородская» — «Косино»                                                    | 9,0       | 4              | «Нижегородская», «Стахановская», «Окская», «Юго-Восточная»                                                     | 2016 (+4 года)   |
| 21                  | Оборотные тупики за станцией «Деловой центр»                                               | 1,4       | 0              | |                  |
| Итого 2012−2020     | Итого 2012−2020                                                                            | 117,81    | 54             | |                  |
| В среднем 2012−2020 | В среднем 2012−2020                                                                        | 13        | 6              | |                  |

A Станции «Озёрная», «Говорово», «Солнцево», «Боровское шоссе», «Новопеределкино», «Рассказовка» Калининско-Солнцевской линии не были запланированы в первоначальном варианте Перечня объектов строительства, строительство планировалась до Большой кольцевой линии, а именно до станции «Мичуринский проспект».

B Станции «Филатов Луг», «Прокшино», «Ольховая», «Новомосковская» Сокольнической линии не были запланированы в первоначальном варианте Перечня объектов строительства.

## Фактическое исполнение плана строительства за период 2021−2025
| N п/п               | Год / Линия / Объект | Длина, км | Кол-во станций | Станции                                                                               |
| ------------------- | --- | --------- | -------------- | ------------------------------------------------------------------------------------- |
| 2021 год            | 2021 год | 28,5      | 11             |                                                                                       |
| 41                  | Реконструкция электродепо «Сокол»                                                                                           |           |                |                                                                                       |
| 30                  | Ввод участка «Хорошёвская» — «Кунцевская»                                                                                   | 9         | 4              | «Народное Ополчение», «Мнёвники», «Терехово», «Кунцевская»                            |
| 29                  | Ввод участка «Проспект Вернадского» — «Кунцевская»                                                                          | 8,5       | 4              | «Проспект Вернадского», «Мичуринский проспект», «Аминьевская», «Давыдково»            |
| 28                  | Ввод участка «Каховская» — «Проспект Вернадского» (включая реконструкцию станции «Каховская» бывшей Каховской линии)        | 11        | 3[C]           | «Зюзино», «Воронцовская», «Новаторская»                                               |
| 2022 год            | 2022 год | 0         | 0              |                                                                                       |
| 2023 год            | 2023 год | 30,96     | 13             |                                                                                       |
| 19                  | Ввод электродепо «Нижегородское»                                                                                            |           |                |                                                                                       |
| 26                  | Ввод участка «Электрозаводская» — «Савёловская»                                                                             | 7,2       | 3              | «Сокольники», «Рижская», «Марьина Роща»                                               |
| 27                  | Ввод участка «Каховская» — «Нижегородская» (включая реконструкцию станций «Каширская», «Варшавская» бывшей Каховской линии) | 11,4      | 5[D]           | «Кленовый бульвар», «Нагатинский Затон», «Печатники», «Текстильщики», «Нижегородская» |
| 42                  | Ввод участка «Рассказовка» — «Аэропорт Внуково»                                                                             | 5,46      | 2              | «Пыхтино», «Аэропорт Внуково»                                                         |
| 43                  | Ввод участка «Селигерская» — «Лианозово»                                                                                    | 3,9       | 2              | «Яхромская», «Лианозово»                                                              |
| 44                  | Ввод участка «Лианозово» — «Физтех»                                                                                         | 3,0       | 1              | «Физтех»                                                                              |
| 2024 год            | 2024 год | 18,7      | 8              |                                                                                       |
| 54                  | Ввод электродепо «Аминьевское»                                                                                              |           |                |                                                                                       |
| 45                  | Ввод участка «Новомосковская» — «Потапово»                                                                                  | 2,4       | 1              | «Потапово»                                                                            |
| 48                  | Ввод участка «Новаторская» — «Тютчевская»                                                                                   | 8,3       | 4              | «Новаторская», «Университет дружбы народов», «Генерала Тюленева», «Тютчевская»        |
| 48                  | Ввод участка «Тютчевская» — «Корниловская»                                                                                  | 5,5       | 1              | «Корниловская»                                                                        |
| 49                  | Ввод участка «Корниловская» — «Новомосковская»                                                                              | 2,5       | 2              | «Коммунарка», «Новомосковская»                                                        |
| 2025 год            | 2025 год | 0,0       | 0              |                                                                                       |
| 46                  | Ввод электродепо «Южное» |           |                |                                                                                       |
| 40                  | Ввод электродепо «Столбово» («Саларьево»)                                                                                   |           |                |                                                                                       |
| Итого 2021−2025     | Итого 2021−2025 | 78,16     | 32             |                                                                                       |
| В среднем 2021−2025 | В среднем 2021−2025 | 19,5      | 8              |                                                                                       |

C В официальном Перечне объектов строительства указано число станций 6 с учетом трех реконструируемых станций.

D В официальном Перечне объектов строительства указано число станций 4 без учета станции «Нижегородская».

## Планы до 2030 года и с неопределённым сроком
| N п/п             | Год / Линия / Объект                                                | Длина, км | Кол-во станций | Станции                                                                                  |
| ----------------- | ------------------------------------------------------------------- | --------- | -------------- | ---------------------------------------------------------------------------------------- |
| 2025 год          | 2025 год                                                            | 9,8       | 4              |                                                                                          |
| [E]               | Ввод участка «ЗИЛ» — «Крымская»                                     | 2,5       | 1              | «ЗИЛ»                                                                                    |
| 47                | Ввод участка «Крымская» — «Новаторская»                             | 7,3       | 3              | «Крымская», «Академическая», «Вавиловская»                                               |
| 2026 год          | 2026 год                                                            | 6,0       | 3              |                                                                                          |
| 55                | Ввод участка «Шелепиха»[F] — «Бульвар Генерала Карбышева»           | 6         | 3              | «Звенигородская», «Народное Ополчение», «Бульвар Генерала Карбышева»                     |
| 59                | Расширение электродепо «Новогиреево»                                |           |                |                                                                                          |
| 2027 год          | 2027 год                                                            | 12,7      | 5              |                                                                                          |
| 55                | Ввод участка «Бульвар Генерала Карбышева» — «Рублёво-Архангельское» | 10,9      | 4              | «Серебряный Бор», «Строгино», «Липовая Роща», «Рублёво-Архангельское»                    |
| [E]               | Ввод участка «Рублёво-Архангельское» — «Ильинская»                  | 1,8       | 1              | «Ильинская»                                                                              |
| [E]               | Ввод электродепо «Ильинское»                                        |           |                |                                                                                          |
| 2028 год          | 2028 год                                                            | 11,05     | 6              |                                                                                          |
| 57                | Ввод участка «Щёлковская» — «Гольяново»                             | 2,4       | 1              | «Гольяново»                                                                              |
| [E]               | Открытие станции «Южный порт»                                       | 0         | 1              | «Южный порт»                                                                             |
| 56                | Ввод участка «ЗИЛ» — «Курьяново»                                    | 8,65      | 4              | «ЗИЛ», «Остров мечты», «Кленовый бульвар», «Курьяново»                                   |
| 2029 год          | 2029 год                                                            | 15,2      | 6              |                                                                                          |
| 50                | Ввод участка «Новомосковская» — «Десна»                             | 6,2       | 3              | «Сосенки», «Летово», «Десна»                                                             |
| 51                | Ввод участка «Десна» — «Троицк»                                     | 9,0       | 3              | «Кедровая», «Ватутинки», «Троицк»                                                        |
| 53                | Ввод электродепо «Ватутинки»                                        |           |                |                                                                                          |
| 2030 год          | 2030 год                                                            | 12,05     | 7              |                                                                                          |
| 38                | Открытие станции «Достоевская»                                      | 0         | 1[G]           | «Достоевская»                                                                            |
| 56                | Ввод участка «Курьяново» — «Бирюлёво»                               | 12,05     | 6              | «Москворечье», «Кавказский бульвар», «Каспийская», «Липецкая», «Лебедянская», «Бирюлёво» |
| [E]               | Ввод электродепо «Бирюлёвское»                                      |           |                |                                                                                          |
| Без точной даты   | Без точной даты                                                     | 9,0       | 4              |                                                                                          |
| 20                | Реконструкция электродепо «Северное»                                |           |                |                                                                                          |
| 52                | Открытие второго выхода станции «Комсомольская»                     |           |                |                                                                                          |
| 58                | Ввод участка «Медведково» — «Челобитьево»                           | 3,9       | 1              | «Челобитьево»                                                                            |
| 60                | Ввод электродепо «Челобитьево»                                      |           |                |                                                                                          |
| 61                | Ввод электродепо «Щербинка»                                         |           |                |                                                                                          |
| 62                | Ввод электродепо «Рязановское»                                      |           |                |                                                                                          |
|                   | Ввод участка «Ярославская» — «Бульвар Рокоссовского»                | 8,5       | 2              | «МГСУ», «Ярославская»                                                                    |
|                   | Ввод участка «Потапово» — «Щербинка»                                | 7,2       | 2              | «Улица Горчакова», «Щербинка»                                                            |
|                   | Ввод участка «Аэропорт Внуково» — «ЭКСПО»                           | 6,2       | 1              | «ЭКСПО»                                                                                  |
|                   | Ввод участка «Троицк» — «Кинокластер»                               | 7,7       | 2              | Безымянная станция в Красной Пахре, «Кинокластер»                                        |
| [H]               | Ввод участка «Деловой центр» — «Третьяковская»                      | 5,1       | 3              | «Волхонка», «Плющиха», «Дорогомиловская»                                                 |
| Итого с 2025 года | Итого с 2025 года                                                   | 75,8      | 35             |                                                                                          |
| Итого с 2012 года | Итого с 2012 года                                                   | 271,77    | 128            |                                                                                          |

E В официальном Перечне объектов строительства отсутствует.

F Участок Большой кольцевой линии «Деловой центр» — «Шелепиха», до закрытия 22 июня 2024 года находившийся на вилочном ответвлении, отойдёт к Рублёво-Архангельской линии в момент её открытия, ожидаемого в 2026 году, а перегон «Шелепиха» — «Хорошёвская» станет служебной соединительной ветвью.
G В официальном Перечне объектов строительства ошибочно указано число станций 0.

Институт Генерального плана Москвы предполагает в отдалённой перспективе вариант продления Филёвской линии на запад от станции «Кунцевская» в районы Можайский, Троекурово и Сколково.

## Критика
Основными минусами Программы развития Московского метрополитена являются регулярно срываемые сроки сдачи объектов и растущие по отношению к запланированным затраты на строительство. Нынешняя программа развития была принята в 2012 году, и согласно ей к 2020 году в Москве планировалось открыть 80 новых станций и построить 168 км линий метро. Заявлялось, что темпы строительства будут превышать прежние в два раза, а затраты на возведение метро за счёт экономии снизятся на 25—30 % по сравнению с лужковским периодом.
В начале каждого года власти Москвы регулярно обещали сдавать большой объём тоннелей и станций в наступившем году, каждый раз больше, чем в предыдущем. Реальные же темпы строительства метро оказывались существенно ниже заявленных. В январе 2017 года руководитель Департамента строительства города Москвы Андрей Бочкарёв неоднократно заявлял, что в 2017 году будет сдано 19 новых станций, фактически же к концу года были открыты только 4 из них. В конечном итоге, за 9 лет (с 2012 по 2020 годы) было построено 118 км новых линий и 54 станции из обещанных первоначально 168 км и 80 станций.
Также неисполненными остались обещания о сокращении трат на проектирование и строительство метро на 30 %. По программе «Развитие транспортной системы Москвы», в 2012—2016 годах на строительство объектов метро планировалось направить 465,6 млрд, а в целом до 2020 года — 900 млрд рублей. В программе, откорректированной осенью 2014 года, инвестиции выросли до 1,08 трлн руб. По факту на конец 2016 года было потрачено 629,5 млрд рублей, и согласно Адресной инвестиционной программе Москвы за 2017—2020 годы на развитие метрополитена было запланировано дополнительно потратить ещё 759,4 млрд рублей. Таким образом на строительство новых линий метрополитена на 2012−2020 годы было выделено финансирование в размере 1,308 трлн руб., в том числе из городского бюджета — 1,263 трлн руб., и из средств инвесторов — 45 млрд руб., что на 25 % больше первоначально запланированных вложений.
В соответствии с транспортной программой Москвы до 2030 года, анонсированной мэром Москвы Сергеем Собяниным 19 февраля 2024 года, в Москве за период с 2024 по 2030 год планируется открыть 3 новые линии метро (Троицкая, Рублево-Архангельская и Бирюлёвская) и 39 новых станций метро, восемь из которых на начало 2025 года уже открыты.